# Ewald Pacowski
Ewald Pacowski (ur. 16 sierpnia 1916 w Jefremowie, zm. 10 stycznia 2016) – litewski chemik narodowości polskiej.

## Życiorys
Ewald Pacowski urodził się w 1916 roku w Jefremowie w Rosji. Po zakończeniu I wojny światowej jego rodzice wrócili w rodzinne strony na Litwę Kowieńską. Pacowski ukończył w 1938 roku Polskie Gimnazjum im. Adama Mickiewicza. Następnie odbył służbę wojskową. W 1940 rozpoczął studia na kierunku chemii na Technologicznym Kowieńskim Uniwersytecie. Rok później z powodu niemieckiej okupacji studia zostały przerwane. Wznowienie nastąpiło po zakończeniu wojny w 1945 roku. Także w tym roku Pacowski rozpoczął pracę jako laborant w kierowanej przez profesora Janickiego Katedrze Chemii Fizycznej Uniwersytetu Kowieńskiego. W 1947 roku ukończył studia na kierunku chemia technologiczna. W 1952 obronił pracę dysertacyjną na stopień kandydata nauk chemicznych (po nostryfikacji – doktora nauk przyrodniczych). W 1957 uzyskał stopień naukowy docenta. W 1976 został mu nadany tytuł profesora. W 1979 nadano mu tytuł zasłużonego pracownika nauki Litewskiej SRR. W latach 1977–1987 był kierownikiem Katedry Chemii Fizycznej.
Od 1948 pracował jako wykładowca. W latach 1950–1953 wykładał chemię fizyczną i koloidów na kierunku medycznym Kowieńskiego Uniwersytetu, a także na kierunku technologia artykułów spożywczych na Wydziale Technologii. W latach 1951–1952 wykładał termodynamikę chemiczną na kierunku technologia nieorganicznych materiałów. W latach 1951–1981 wykładał chemię koloidów i chemię fizyczną krzemianów. W latach 1959–1962 wykładał technologię szkła. Od 1977 roku był wykładowcą podstawowego kursu chemii fizycznej na Wydziale Chemii Technologicznej.
Był wieloletnim działaczem polskich organizacji na Kowieńszczyźnie: Towarzystwa Kulturalno-Oświatowego „Pochodnia” i klubu sportowego „Sparta”. Ponadto był członkiem korporacji „Lauda” – Zjednoczenia Studentów Polaków na Litwie. Natomiast, po upadku ZSRR został honorowym członkiem Stowarzyszenia Naukowców Polaków na Litwie.
W 2000 roku postanowieniem prezydenta Rzeczypospolitej Polskiej za zasługi w działalności na rzecz polskiego szkolnictwa na Litwie został mu nadany Krzyż Kawalerski Orderu Zasługi Rzeczypospolitej Polskiej.
Jest autorem 103 publikacji naukowych, 7 praw autorskich, promotorem 10 dysertacji.